# François Gauthier
François Gauthier (* 14. Dezember 1955 in Québec) ist ein kanadischer Westernreiter.
Bei den Weltmeisterschaften 2006 in Aachen gewann er Silber mit seinen Teamkollegen Duane Latimer, Luc Gagnon und Lance Griffin.
Bei den Weltmeisterschaften 2002 in Jerez de la Frontera gewann er im Reining  Silber zusammen mit seinen Teamkollegen Jason Grimshaw, Shawna Sapergia und Patrice St-Onge.
Gauthier führt gemeinsam mit seiner Frau Josiane eine Ranch in Lucama, North Carolina.